# Дур Онгар
Дур Онгар (каз. Дүр Оңғар, до 2010 г. — Жанажол, до 27.12.1997 г. — Энгельс) — село в Кармакшинском районе Кызылординской области Казахстана. Административный центр Жанажолского сельского округа. Код КАТО — 434643100.

## Население
В 1999 году население села составляло 2229 человек (1125 мужчин и 1104 женщины). По данным переписи 2009 года, в селе проживало 1726 человек (900 мужчин и 826 женщин).